# Cantó de Sotteville-lès-Rouen-Oest
El cantó de Sotteville-lès-Rouen-Oest és un cantó francès del departament del Sena Marítim, situat al districte de Rouen. Compta amb part del municipi de Sotteville-lès-Rouen.

## Municipis
- Sotteville-lès-Rouen (part)

## Història
| Data d'elecció                           | Identitat       | Partit      | Qualitat |
| ---------------------------------------- | --------------- | ----------- | -------- |
| 1945-1973                                | Célestin Dubois | PCF         |          |
| 1973-1985                                | Jean Malvasio   | PCF         |          |
| 1985-1992                                | René Salmon     | UDF-radical |          |
| 1992-1998                                | Serge Cramoisan | UDF         |          |
| 1998-                                    | Luce Pane       | PS          |          |
| les dades anteriors no són pas conegudes |                 |             |          |
|                                          |                 |             |          |

## Demografia
| A partir de 1990: Població sense dobles comptes |